# Android Gingerbread
Android 2.3 Gingerbread fue la séptima versión descontinuada del sistema operativo móvil Android desarrollado por Google y lanzado en diciembre de 2010. A partir del 27 de septiembre de 2021, Google ya no permitió el inicio de sesión en dispositivos Android que ejecuten Android 2.3.7 o versiones anteriores. Ahora requiere Android 5.0 o posterior (teléfonos y tabletas) para iniciar sesión como mínimo. La versión Gingerbread introdujo soporte para near field communication (NFC), que se usa en soluciones de pago móvil, y el Protocolo de iniciación de sesión (SIP), que se usa en teléfonos de Internet VoIP.
La interfaz de usuario de Gingerbread se perfeccionó de muchas maneras, haciéndola más fácil de dominar, más rápida de usar y más eficiente en el consumo de energía. Un esquema de color simplificado con un fondo negro le dio intensidad y contraste a la barra de notificaciones, los menús y otros componentes de la interfaz de usuario. Las mejoras en los menús y la configuración dieron como resultado una navegación y un control del sistema más fáciles.
El teléfono inteligente Nexus S, lanzado en diciembre de 2010, fue el primer teléfono de la línea Google Nexus que ejecutó Gingerbread, y también el primero de la línea con funcionalidad NFC incorporada.
En abril de 2020, las estadísticas publicadas por Google indican que el 0,2% de todos los dispositivos Android que acceden a Google Play ejecutan Gingerbread.

## Características
Las nuevas características introducidas por Gingerbread incluyen las siguientes:
- Diseño de interfaz de usuario actualizado, que proporciona una mayor facilidad de uso y eficiencia.
- Soporte para resoluciones y tamaños de pantalla extragrandes (WXGA y superiores).
- Soporte nativo para teléfonos de Internet SIP VoIP
- Entrada de texto mejorada mediante el teclado virtual, con mayor precisión, mejores sugerencias de texto y capacidad de entrada de voz.
- Funcionalidad de copiar / pegar mejorada, que permite a los usuarios seleccionar una palabra manteniendo presionada la tecla, copiando y pegando.
- Soporte para Near Field Communication (NFC), que permite al usuario leer etiquetas NFC incrustadas en carteles, pegatinas o anuncios.
- Nuevos efectos de audio como reverberación, ecualización, virtualización de auriculares y refuerzo de graves.
- Nuevo Administrador de descargas, que brinda a los usuarios un fácil acceso a cualquier archivo descargado desde el navegador, correo electrónico u otra aplicación.
- Compatibilidad con varias cámaras en el dispositivo, incluida una cámara frontal, si está disponible.
- Soporte para reproducción de video WebM/VP8 y codificación de audio AAC.
- Gestión de energía mejorada, incluida una gestión más activa de las aplicaciones que consumen energía.
- Soporte mejorado para el desarrollo de código nativo.
- Un cambio de YAFFS al sistema de archivos ext4 en dispositivos más nuevos.
- Mejoras de audio, gráficas y de entrada para desarrolladores de juegos.
- Recolección de basura concurrente para un mayor rendimiento.
- Soporte nativo para más sensores (como giroscopios y barómetros).
- El primer huevo de Pascua de Android, que muestra a la mascota de Android de pie junto a un pan de jengibre zombificado en un campo de otros zombis hablando por teléfonos celulares, presumiblemente teléfonos inteligentes Android.

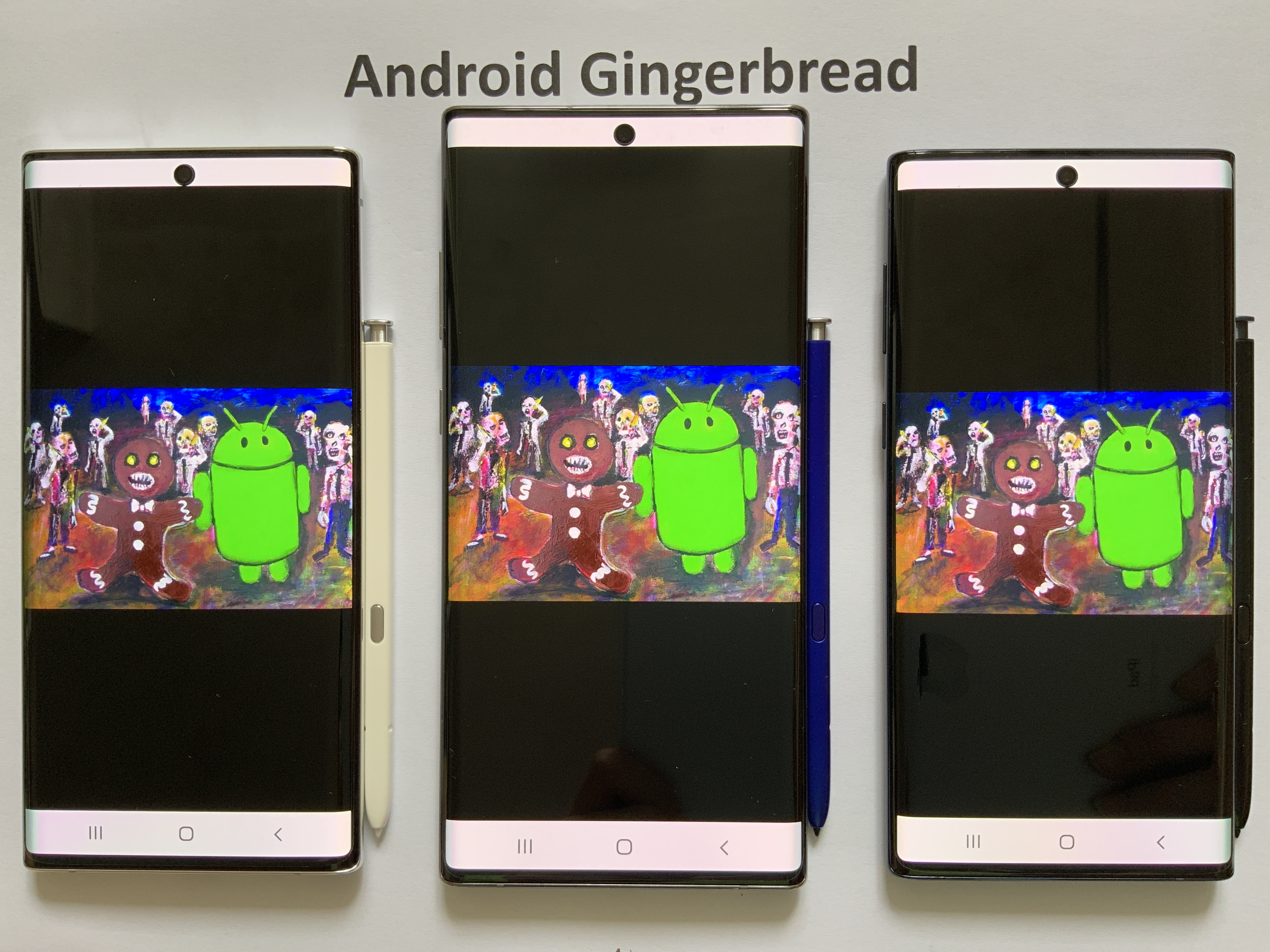
Tres teléfonos modernos que muestran la imagen del huevo de Pascua de Android Gingerbread

## Actualizaciones
La versión original de Gingerbread, 2.3, fue lanzada el 6 de diciembre de 2010 y su última versión pública, 2.3.7 se lanzó el 21 de septiembre de 2011.

### Android 2.3.4
Fue lanzada el 28 de abril de 2011, dio soporte de chat de vídeo o voz, usando Google Talk. Dio soporte a la biblioteca Open Accessory cuando un periférico USB es conectado con software compatible y una aplicación compatible en el dispositivo.

### Android 2.3.5
Fue lanzada el 25 de julio de 2011, hizo mejoras al software de la cámara y mejoró la eficiencia de la batería.

### Android 2.3.6
Fue lanzada el 10 de agosto de 2011, mejoró la estabilidad.

### Android 2.3.7
Fue liberada el 21 de septiembre de 2011, da soporte a Google Wallet para el Nexus S 4G.

## Administrador de aplicaciones
La herramienta de para buscar, instalar y actualizar aplicaciones era Market, posteriormente se cambió por Google Play. Gracias a sus nuevas actualizaciones el sistema fue muy buscado por los usuarios

## Fin del soporte
A principios de 2017, Los servicios de Google Play se actualizaron a la versión 10.2.0, aumentando el nivel de soporte de API mínimo, pasando de la versión 9 a la 14. Esto significa que esta versión de Android (2.3) ya no es soportada, lo que se traduce en el abandono de soporte, funcionamiento de la tienda de aplicaciones Google Play y otros servicios básicos del sistema dependientes de estos servicios. A partir del 23 de septiembre del 2021 ya no es posible iniciar sesión con Google en un móvil o tableta con Android 2.3x.